# Chaumuzy
Chaumuzy és un municipi francès, situat al departament del Marne i a la regió del Gran Est. L'any 2007 tenia 317 habitants.

## Demografia

### Població
El 2007 la població de fet de Chaumuzy era de 317 persones. Hi havia 132 famílies, de les quals 36 eren unipersonals (4 homes vivint sols i 32 dones vivint soles), 44 parelles sense fills, 44 parelles amb fills i 8 famílies monoparentals amb fills.
La població ha evolucionat segons el següent gràfic:
Habitants censats

### Habitatges
El 2007 hi havia 152 habitatges, 133 eren l'habitatge principal de la família, 3 eren segones residències i 15 estaven desocupats. 149 eren cases i 2 eren apartaments. Dels 133 habitatges principals, 105 estaven ocupats pels seus propietaris, 22 estaven llogats i ocupats pels llogaters i 6 estaven cedits a títol gratuït; 1 tenia dues cambres, 19 en tenien tres, 28 en tenien quatre i 85 en tenien cinc o més. 95 habitatges disposaven pel capbaix d'una plaça de pàrquing. A 55 habitatges hi havia un automòbil i a 63 n'hi havia dos o més.

### Piràmide de població
La piràmide de població per edats i sexe el 2009 era:
| Homes | Edats   | Dones |
| ----- | ------- | ----- |
| 0     | 95 o +  | 0     |
| 0     | 90 a 94 | 1     |
| 1     | 85 a 89 | 1     |
| 1     | 80 a 84 | 4     |
| 6     | 75 a 79 | 12    |
| 5     | 70 a 74 | 8     |
| 4     | 65 a 69 | 9     |
| 12    | 60 a 64 | 9     |
| 9     | 55 a 59 | 6     |
| 21    | 50 a 54 | 18    |
| 11    | 45 a 49 | 14    |
| 10    | 40 a 44 | 12    |
| 11    | 35 a 39 | 6     |
| 9     | 30 a 34 | 11    |
| 12    | 25 a 29 | 10    |
| 10    | 20 a 24 | 9     |
| 12    | 15 a 19 | 14    |
| 6     | 10 a 14 | 8     |
| 6     | 5 a 9   | 7     |
| 5     | 0 a 4   | 5     |

## Economia
El 2007 la població en edat de treballar era de 207 persones, 161 eren actives i 46 eren inactives. De les 161 persones actives 148 estaven ocupades (77 homes i 71 dones) i 13 estaven aturades (5 homes i 8 dones). De les 46 persones inactives 17 estaven jubilades, 16 estaven estudiant i 13 estaven classificades com a «altres inactius».

### Ingressos
El 2009 a Chaumuzy hi havia 140 unitats fiscals que integraven 347,5 persones, la mediana anual d'ingressos fiscals per persona era de 21.519 €.

### Activitats econòmiques
Dels 9 establiments que hi havia el 2007, 2 eren d'empreses alimentàries, 4 d'empreses de construcció, 1 d'una empresa de comerç i reparació d'automòbils, 1 d'una empresa de transport i 1 d'una entitat de l'administració pública.
Dels 3 establiments de servei als particulars que hi havia el 2009, 2 eren guixaires pintors i 1 lampisteria.
Dels 2 establiments comercials que hi havia el 2009, 1 era una botiga de menys de 120 m² i 1 una fleca.
L'any 2000 a Chaumuzy hi havia 54 explotacions agrícoles que ocupaven un total de 925 hectàrees.

## Equipaments sanitaris i escolars
El 2009 hi havia una escola elemental.

## Poblacions més properes
El següent diagrama mostra les poblacions més properes.